# Rodrygo Goes
Rodrygo Silva de Goes, noto come Rodrygo Goes o semplicemente Rodrygo (AFI: /ʁoˈdɾiɡu ˈsiwvɐ dʒi ɡɔjs/; Osasco, 9 gennaio 2001) è un calciatore brasiliano, attaccante del Real Madrid e della nazionale brasiliana.

## Biografia
È figlio di Eric Batista de Goes, ex calciatore, di ruolo terzino.

## Caratteristiche tecniche
Considerato uno dei migliori talenti calcistici della sua generazione, è un attaccante dal fisico brevilineo, agile, veloce e dal dribbling imprevedibile, gioca principalmente come ala ma può svariare su tutto il fronte offensivo. Soprannominato Rodrygol, per le sue caratteristiche è stato spesso paragonato al connazionale Neymar.
Nell'estate del 2019 viene indicato dall'UEFA come uno dei 50 giovani più promettenti per la stagione 2019-2020.

## Carriera

### Club

#### Santos

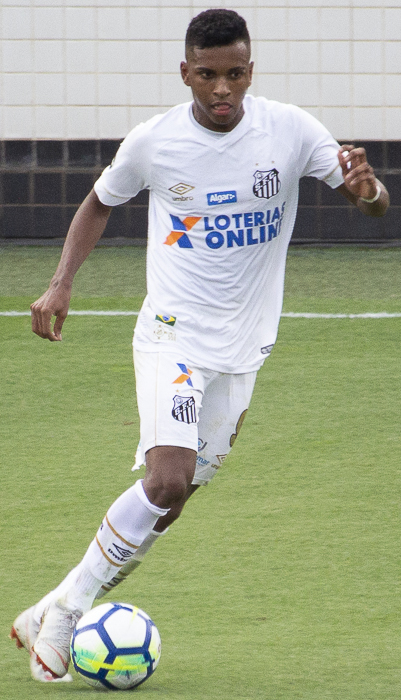
Rodrygo nel 2018 con la maglia del Santos

Cresciuto nei settori giovanili del Ceará e del Santos, il 21 luglio 2017 firma il primo contratto professionistico con il Peixe, della durata di cinque anni e con una clausola rescissoria di 50 milioni di euro. Il 1º novembre viene promosso in prima squadra dal neo-tecnico Elano; ha esordito in Série A tre giorni dopo, nella partita vinta per 3-1 contro l'Atlético Mineiro. Il 1º marzo 2018 ha esordito in Coppa Libertadores, diventando così il più giovane calciatore della storia del club a giocare nella competizione. Il 15 marzo ha segnato la prima rete in carriera, nella vittoria per 3-1 contro il Nacional: a 17 anni, due mesi e sei giorni è diventato il brasiliano più giovane a segnare nel torneo.

#### Real Madrid
Il 15 giugno 2018 viene annunciato il suo passaggio al Real Madrid per 45 milioni di euro; il trasferimento è diventato effettivo a partire dal 1º luglio 2019.
Debutta con i Blancos il 25 settembre 2019 contro l'Osasuna, rimpiazzando al 71' Vinícius Júnior e realizzando il definitivo 2-0. Con questa rete è diventato il terzo debuttante più giovane a segnare un goal per il Real. Il 6 novembre 2019 segna una tripletta nella vittoria casalinga del Real Madrid ai danni del Galatasaray (6-0 il risultato finale), valevole per la quarta giornata della fase a gironi di UEFA Champions League 2019-2020. Diventa, in questo modo, il secondo giocatore più giovane ad aver realizzato una tripletta in Champions, alle spalle di Raúl. Al termine della stagione vince la Ligae la supercoppa di Spagna.
Il 3 novembre 2020 segna il goal vittoria in Champions League contro l'Inter, gara vinta sul 3-2 finale. Una stagione difficile per Rodrygo a causa di un infortunio che lo ha fermato per più di due mesi.
Al suo rientro, torna decisivo in Champions League segnando un goal contro l'Inter, lo Shaktar e il Chelsea. Contribuisce alla vittoria della supercoppa di Spagna con un assist in semifinale contro il Barcellona per il goal decisivo di Valverde e un assist in finale contro l'Athletic Bilbao per il goal di Modric. Il 17 aprile 2022 segna un goal nella vittoria in Liga, in trasferta contro il Siviglia per 1-3. Il 30 aprile successivo mette a segno una doppietta nella vittoria contro l'Espanyol per 4-0, contribuendo alla vittoria della 35' Liga della storia del Real Madrid. Il 4 maggio diventa l'eroe della semifinale di ritorno di Champions League, sigla una doppietta da subentrato nei minuti regolamentari finali in poco più di un minuto di gioco, prolungando la sfida fino ai supplementari dove Benzema segna il goal decisivo su calcio di rigore. Il 28 maggio 2022 vince la sua prima Champions League nella vittoria contro il Liverpool con rete decisiva di Vinicius Junior, risulta tra i grandi assenti della sfida e subentra nel finale di gioco ma con 5 goal e 2 assist in 11 gare, risulta decisivo per la vittoria finale della massima competizione europea.
Il 10 agosto 2022 trionfa in Supercoppa Uefa, subentrando nella vittoria per 2-0 contro l'Eintracht Francoforte. Dopo aver realizzato un goal in semifinale contro l'Al Ahly, l'11 febbraio 2023 contribuisce alla vittoria del Mondiale per Club in finale contro l'Al Hilal vinta per 5-3. Il 6 maggio 2023 mette a segno una doppietta decisiva in finale di Coppa del Re contro l'Osasuna, chiudendo con 4 goal in 6 presenze nella coppa. Disputa un'ottima stagione anche in Liga, mettendo a segno 9 goal e 9 assist in 34 presenze.
Nel corso della stagione 2023-2024 si laurea campione in Liga, raggiungendo la sua prima doppia cifra con 10 goal e 5 assist in 34 gare. Il 14 gennaio 2024 mette a segno un goal e un assist nella finale di Supercoppa di Spagna vinta per 4-1 contro il Barcellona. Mette a segno un goal nei gironi di Champions League nelle vittorie contro Braga, Napolie nuovamente Braga. Si riconferma letale contro il Manchester City con un goal nell'andata e nel ritorno dei quarti di finale di Champions League. Contribuisce alla vittoria in semifinale contro il Bayern Monaco giocando entrambe le gare, nella sfida di andata conquista un rigore trasformato da Vinicius Junior per il 2-2 finale. Il 1º giugno 2024 scende in campo da titolare in attacco al fianco di Vinicius Junior, contribuendo alla vittoria della sua seconda Champions League per 2-0 contro il Borussia Dortmund.
Il 18 dicembre 2024 contribuisce con un goal nella finale vinta per 3-0 contro il Pachuca, conquistando la Fifa Intercontinental Cup.

### Nazionale
Dopo avere militato con la Nazionale brasiliana Under-17, nel 2018 ha esordito con l'Under-20, con cui ha disputato il Campionato sudamericano di categoria nel gennaio 2019. Nel torneo realizza 2 reti in 8 partite, ambedue messe a segno nel successo per 2-1 contro il Venezuela al primo turno.
Il 25 ottobre 2019, a soli 18 anni, riceve la prima convocazione in Nazionale maggiore. Il 15 novembre seguente esordisce in Nazionale subentrando al 71' a Willian nell'amichevole persa per 1-0 contro l'Argentina.
Il 2 febbraio 2022 segna il suo primo gol in nazionale nel successo per 4-0 contro il Paraguay; mentre nel novembre 2022 viene convocato dal CT Tite per il campionato del mondo 2022 in Qatar. Nella competizione succitata prende parte, quasi sempre da subentrato, a tutte le gare giocate dalla Selecão, compresa la gara dei quarti di finale contro la Croazia conclusa ai calci di rigore, proprio nella lotteria finale è protagonista in modo negativo sbagliando il proprio tiro (parato dal portiere croato Dominik Livaković) e causando la conseguente eliminazione della nazionale brasiliana.

## Statistiche

### Presenze e reti nei club
Statistiche aggiornate al 9 luglio 2025.
| Stagione           | Squadra            | Campionato         | Campionato | Campionato | Coppe nazionali | Coppe nazionali | Coppe nazionali | Coppe continentali | Coppe continentali | Coppe continentali | Altre coppe  | Altre coppe | Altre coppe | Totale | Totale |
| Stagione           | Squadra            | Comp               | Pres       | Reti       | Comp            | Pres            | Reti            | Comp               | Pres               | Reti               | Comp         | Pres        | Reti        | Pres   | Reti   |
| ------------------ | ------------------ | ------------------ | ---------- | ---------- | --------------- | --------------- | --------------- | ------------------ | ------------------ | ------------------ | ------------ | ----------- | ----------- | ------ | ------ |
| 2017               | Santos             | A1/SP+A            | 0+2        | 0          | CB              | 0               | 0               | CL                 | 0                  | 0                  | -            | -           | -           | 2      | 0      |
| 2018               | Santos             | A1/SP+A            | 12+35      | 3+8        | CB              | 3               | 0               | CL                 | 8                  | 1                  | -            | -           | -           | 58     | 12     |
| 2019               | Santos             | A1/SP+A            | 10+4       | 1+1        | CB              | 6               | 3               | CS                 | 0                  | 0                  | -            | -           | -           | 20     | 5      |
| Totale Santos      | Totale Santos      | Totale Santos      | 22+41      | 4+9        |                 | 9               | 3               |                    | 8                  | 1                  |              | -           | -           | 80     | 17     |
| 2019-2020          | Real Madrid        | PD                 | 19         | 2          | CR              | 1               | 1               | UCL                | 5                  | 4                  | SS           | 1           | 0           | 26     | 7      |
| 2020-2021          | Real Madrid        | PD                 | 22         | 1          | CR              | 0               | 0               | UCL                | 11                 | 1                  | SS           | 0           | 0           | 33     | 2      |
| 2021-2022          | Real Madrid        | PD                 | 33         | 4          | CR              | 3               | 0               | UCL                | 11                 | 5                  | SS           | 2           | 0           | 49     | 9      |
| 2022-2023          | Real Madrid        | PD                 | 34         | 9          | CR              | 6               | 4               | UCL                | 12                 | 5                  | SS+SU+Cmc    | 2+1+2       | 0+0+1       | 57     | 19     |
| 2023-2024          | Real Madrid        | PD                 | 34         | 10         | CR              | 2               | 1               | UCL                | 13                 | 5                  | SS           | 2           | 1           | 51     | 17     |
| 2024-2025          | Real Madrid        | PD                 | 30         | 6          | CR              | 4               | 0               | UCL                | 12                 | 5                  | SU+SS+CI+Cmc | 1+2+1+3     | 0+2+1+0     | 51     | 14     |
| Totale Real Madrid | Totale Real Madrid | Totale Real Madrid | 172        | 32         |                 | 17              | 6               |                    | 62                 | 25                 |              | 16          | 5           | 267    | 68     |
| Totale carriera    | Totale carriera    | Totale carriera    | 238        | 47         |                 | 25              | 9               |                    | 70                 | 26                 |              | 16          | 5           | 349    | 87     |

### Cronologia presenze e reti in nazionale
| Cronologia completa delle presenze e delle reti in nazionale ― Brasile | Cronologia completa delle presenze e delle reti in nazionale ― Brasile | Cronologia completa delle presenze e delle reti in nazionale ― Brasile | Cronologia completa delle presenze e delle reti in nazionale ― Brasile | Cronologia completa delle presenze e delle reti in nazionale ― Brasile | Cronologia completa delle presenze e delle reti in nazionale ― Brasile | Cronologia completa delle presenze e delle reti in nazionale ― Brasile | Cronologia completa delle presenze e delle reti in nazionale ― Brasile |
| Data                                                                   | Città                                                                  | In casa                                                                | Risultato                                                              | Ospiti                                                                 | Competizione                                                           | Reti                                                                   | Note                                                                   |
| ---------------------------------------------------------------------- | ---------------------------------------------------------------------- | ---------------------------------------------------------------------- | ---------------------------------------------------------------------- | ---------------------------------------------------------------------- | ---------------------------------------------------------------------- | ---------------------------------------------------------------------- | ---------------------------------------------------------------------- |
| 15-11-2019                                                             | Riad                                                                   | Brasile                                                                | 0 – 1                                                                  | Argentina                                                              | Amichevole                                                             | -                                                                      | 71’                                                                    |
| 19-11-2019                                                             | Abu Dhabi                                                              | Brasile                                                                | 3 – 0                                                                  | Corea del Sud                                                          | Amichevole                                                             | -                                                                      | 88’                                                                    |
| 9-10-2020                                                              | San Paolo                                                              | Brasile                                                                | 5 – 0                                                                  | Bolivia                                                                | Qual. Mondiali 2022                                                    | -                                                                      | 46’                                                                    |
| 1-2-2022                                                               | Belo Horizonte                                                         | Brasile                                                                | 4 – 0                                                                  | Paraguay                                                               | Qual. Mondiali 2022                                                    | 1                                                                      | 82’                                                                    |
| 29-3-2022                                                              | La Paz                                                                 | Bolivia                                                                | 0 – 4                                                                  | Brasile                                                                | Qual. Mondiali 2022                                                    | -                                                                      | 54’                                                                    |
| 23-9-2022                                                              | Le Havre                                                               | Brasile                                                                | 3 – 0                                                                  | Ghana                                                                  | Amichevole                                                             | -                                                                      | 80’                                                                    |
| 27-9-2022                                                              | Parigi                                                                 | Brasile                                                                | 5 – 1                                                                  | Tunisia                                                                | Amichevole                                                             | -                                                                      | 79’                                                                    |
| 24-11-2022                                                             | Lusail                                                                 | Brasile                                                                | 2 – 0                                                                  | Serbia                                                                 | Mondiali 2022 - 1º turno                                               | -                                                                      | 76’                                                                    |
| 28-11-2022                                                             | Doha                                                                   | Brasile                                                                | 1 – 0                                                                  | Svizzera                                                               | Mondiali 2022 - 1º turno                                               | -                                                                      | 46’                                                                    |
| 2-12-2022                                                              | Lusail                                                                 | Camerun                                                                | 1 – 0                                                                  | Brasile                                                                | Mondiali 2022 - 1º turno                                               | -                                                                      | 55’                                                                    |
| 5-12-2022                                                              | Doha                                                                   | Brasile                                                                | 4 – 1                                                                  | Corea del Sud                                                          | Mondiali 2022 - Ottavi di finale                                       | -                                                                      | 81’                                                                    |
| 9-12-2022                                                              | Al Rayyan                                                              | Croazia                                                                | 1 – 1 dts (4 – 2 dtr)                                                  | Brasile                                                                | Mondiali 2022 - Quarti di finale                                       | -                                                                      | 64’                                                                    |
| 25-3-2023                                                              | Tangeri                                                                | Marocco                                                                | 2 – 1                                                                  | Brasile                                                                | Amichevole                                                             | -                                                                      | 65’                                                                    |
| 17-6-2023                                                              | Cornellà de Llobregat                                                  | Brasile                                                                | 4 – 1                                                                  | Guinea                                                                 | Amichevole                                                             | 1                                                                      | 82’                                                                    |
| 8-9-2023                                                               | Belém                                                                  | Brasile                                                                | 5 – 1                                                                  | Bolivia                                                                | Qual. Mondiali 2026                                                    | 2                                                                      | 89’                                                                    |
| 12-9-2023                                                              | Lima                                                                   | Perù                                                                   | 0 – 1                                                                  | Brasile                                                                | Qual. Mondiali 2026                                                    | -                                                                      |                                                                        |
| 12-10-2023                                                             | Cuiabá                                                                 | Brasile                                                                | 1 – 1                                                                  | Venezuela                                                              | Qual. Mondiali 2026                                                    | -                                                                      |                                                                        |
| 17-10-2023                                                             | Montevideo                                                             | Uruguay                                                                | 2 – 0                                                                  | Brasile                                                                | Qual. Mondiali 2026                                                    | -                                                                      | 45+1’                                                                  |
| 16-11-2023                                                             | Barranquilla                                                           | Colombia                                                               | 2 – 1                                                                  | Brasile                                                                | Qual. Mondiali 2026                                                    | -                                                                      | 69’                                                                    |
| 21-11-2023                                                             | Rio de Janeiro                                                         | Brasile                                                                | 0 – 1                                                                  | Argentina                                                              | Qual. Mondiali 2026                                                    | -                                                                      |                                                                        |
| 23-3-2024                                                              | Londra                                                                 | Inghilterra                                                            | 0 – 1                                                                  | Brasile                                                                | Amichevole                                                             | -                                                                      | 71’                                                                    |
| 26-3-2024                                                              | Madrid                                                                 | Spagna                                                                 | 3 – 3                                                                  | Brasile                                                                | Amichevole                                                             | 1                                                                      | 82’                                                                    |
| 12-6-2024                                                              | Orlando                                                                | Stati Uniti                                                            | 1 – 1                                                                  | Brasile                                                                | Amichevole                                                             | 1                                                                      | 83’                                                                    |
| 24-6-2024                                                              | Inglewood                                                              | Brasile                                                                | 0 – 0                                                                  | Costa Rica                                                             | Coppa America 2024 - 1º turno                                          | -                                                                      |                                                                        |
| 28-6-2024                                                              | Paradise                                                               | Paraguay                                                               | 1 – 4                                                                  | Brasile                                                                | Coppa America 2024 - 1º turno                                          | -                                                                      | 79’                                                                    |
| 2-7-2024                                                               | Santa Clara                                                            | Brasile                                                                | 1 – 1                                                                  | Colombia                                                               | Coppa America 2024 - 1º turno                                          | -                                                                      | 73’                                                                    |
| 6-7-2024                                                               | Paradise                                                               | Uruguay                                                                | 0 – 0 (4 – 2 dtr)                                                      | Brasile                                                                | Coppa America 2024 - Quarti di finale                                  | -                                                                      | 87’                                                                    |
| 6-9-2024                                                               | Curitiba                                                               | Brasile                                                                | 1 – 0                                                                  | Ecuador                                                                | Qual. Mondiali 2026                                                    | 1                                                                      |                                                                        |
| 10-9-2024                                                              | Asunción                                                               | Paraguay                                                               | 1 – 0                                                                  | Brasile                                                                | Qual. Mondiali 2026                                                    | -                                                                      | 79’                                                                    |
| 10-10-2024                                                             | Santiago del Cile                                                      | Cile                                                                   | 1 – 2                                                                  | Brasile                                                                | Qual. Mondiali 2026                                                    | -                                                                      |                                                                        |
| 15-10-2024                                                             | Brasília                                                               | Brasile                                                                | 4 – 0                                                                  | Perù                                                                   | Qual. Mondiali 2026                                                    | -                                                                      | 69’                                                                    |
| 20-3-2025                                                              | Brasilia                                                               | Brasile                                                                | 2 – 1                                                                  | Colombia                                                               | Qual. Mondiali 2026                                                    | -                                                                      | 78’                                                                    |
| 25-3-2025                                                              | Buenos Aires                                                           | Argentina                                                              | 4 – 1                                                                  | Brasile                                                                | Qual. Mondiali 2026                                                    | -                                                                      | 46’                                                                    |
| Totale                                                                 |                                                                        | Presenze                                                               | 33                                                                     |                                                                        | Reti                                                                   | 7                                                                      |                                                                        |

| Cronologia completa delle presenze e delle reti in nazionale ― Brasile under 20 | Cronologia completa delle presenze e delle reti in nazionale ― Brasile under 20 | Cronologia completa delle presenze e delle reti in nazionale ― Brasile under 20 | Cronologia completa delle presenze e delle reti in nazionale ― Brasile under 20 | Cronologia completa delle presenze e delle reti in nazionale ― Brasile under 20 | Cronologia completa delle presenze e delle reti in nazionale ― Brasile under 20 | Cronologia completa delle presenze e delle reti in nazionale ― Brasile under 20 | Cronologia completa delle presenze e delle reti in nazionale ― Brasile under 20 |
| Data                                                                            | Città                                                                           | In casa                                                                         | Risultato                                                                       | Ospiti                                                                          | Competizione                                                                    | Reti                                                                            | Note                                                                            |
| ------------------------------------------------------------------------------- | ------------------------------------------------------------------------------- | ------------------------------------------------------------------------------- | ------------------------------------------------------------------------------- | ------------------------------------------------------------------------------- | ------------------------------------------------------------------------------- | ------------------------------------------------------------------------------- | ------------------------------------------------------------------------------- |
| 13-10-2018                                                                      | Rancagua                                                                        | Cile under 20                                                                   | 1 – 1                                                                           | Brasile under 20                                                                | Amichevole                                                                      | 1                                                                               | 81’                                                                             |
| 15-10-2018                                                                      | Santiago del Cile                                                               | Cile under 20                                                                   | 2 – 2                                                                           | Brasile under 20                                                                | Amichevole                                                                      | -                                                                               | 63’                                                                             |
| 19-1-2019                                                                       | Rancagua                                                                        | Colombia under 20                                                               | 0 – 0                                                                           | Brasile under 20                                                                | Sudamericano Sub-20 2019 - 1º turno                                             | -                                                                               | 85’                                                                             |
| 21-1-2019                                                                       | Rancagua                                                                        | Brasile under 20                                                                | 2 – 1                                                                           | Venezuela under 20                                                              | Sudamericano Sub-20 2019 - 1º turno                                             | 2                                                                               |                                                                                 |
| 23-1-2019                                                                       | Rancagua                                                                        | Cile under 20                                                                   | 1 – 0                                                                           | Brasile under 20                                                                | Sudamericano Sub-20 2019 - 1º turno                                             | -                                                                               | 78’                                                                             |
| 25-1-2019                                                                       | Rancagua                                                                        | Brasile under 20                                                                | 1 – 0                                                                           | Bolivia under 20                                                                | Sudamericano Sub-20 2019 - 1º turno                                             | -                                                                               |                                                                                 |
| 29-1-2019                                                                       | Rancagua                                                                        | Brasile under 20                                                                | 0 – 0                                                                           | Colombia under 20                                                               | Sudamericano Sub-20 2019 - 2º turno                                             | -                                                                               |                                                                                 |
| 1-2-2019                                                                        | Rancagua                                                                        | Venezuela under 20                                                              | 2 – 0                                                                           | Brasile under 20                                                                | Sudamericano Sub-20 2019 - 2º turno                                             | -                                                                               | 78’ 90’                                                                         |
| 7-2-2019                                                                        | Rancagua                                                                        | Ecuador under 20                                                                | 0 – 0                                                                           | Brasile under 20                                                                | Sudamericano Sub-20 2019 - 2º turno                                             | -                                                                               |                                                                                 |
| 11-2-2019                                                                       | Rancagua                                                                        | Brasile under 20                                                                | 1 – 0                                                                           | Argentina under 20                                                              | Sudamericano Sub-20 2019 - 2º turno                                             | -                                                                               |                                                                                 |
| Totale                                                                          |                                                                                 | Presenze                                                                        | 10                                                                              |                                                                                 | Reti                                                                            | 3                                                                               |                                                                                 |

## Palmarès

### Club

#### Competizioni nazionali
- Supercoppa di Spagna: 3

Real Madrid: 2020, 2022, 2024
- Campionato spagnolo: 3

Real Madrid: 2019-2020, 2021-2022, 2023-2024
- Coppa di Spagna: 1

Real Madrid: 2022-2023

#### Competizioni internazionali
- UEFA Champions League: 2

Real Madrid: 2021-2022, 2023-2024
- Supercoppa UEFA: 2

Real Madrid: 2022, 2024
- Coppa del mondo per club: 1

Real Madrid: 2022
- Coppa Intercontinentale FIFA: 1  (record)

Real Madrid: 2024

### Individuale
- Miglior marcatore della Supercoppa di Spagna: 1

2025 (2 gol)